# Nový most (Písek)
Nový most je městský silniční most, který překlenuje Otavu v jihočeském městě Písku, asi 320 metrů po proudu od starého kamenného mostu. Spojuje Dvořákovu ulici na Pražském Předměstí na levém břehu řeky s Kollárovou ulicí na Budějovickém Předměstí na pravém břeu řeky. Pravému předmostí dominuje stavba obchodního domu Racek. Na obou předmostích jsou světelně řízené křižovatky.
Pod mostem se na jeho návodní straně nachází válcový jez tvořený třemi paralelními hradly, v levém poli jezu je propust, v pravém poli náhon a malá vodní elektrárna. Nad pilíři mostu z návodní strany jsou dvě kabiny ovládání jezu. Po většinu léta prochází většina vody přes elektrárnu, zatímco přes jez a klapku propusti jdou pouze průsaky. Po Václavském a Podskalském jezu je Válcový jez třetím píseckým jezem.

## Historie
Nový most byl postaven za druhé světové války, tedy někdy mezi lety 1939 až 1945.
Od srpna 2010 do června 2011 (přes zimu byly práce přerušeny a most byl v provozu) prošel most rekonstrukcí v ceně 35 milionů Kč. Náklady hradil z větší části (asi 32 milionů) Jihočeský kraj prostřednictvím Správy a údržby silnic, 2 miliony přispělo město Písek, například na úpravy přechodů pro chodce. Důvodem opravy byly drobnější trhliny v trámech a příčnících nosné konstrukce a částečná koroze výztuže, způsobená zatékáním přes porušenou izolaci. Od 8. prosince 2022 je veden jako kulturní památka.  

## Dopravní funkce
Nový most má dvouproudou dlážděnou vozovku a chodníky po obou stranách. Má klíčovou roli pro spojení v rámci města a spolu s navazujícími ulicemi je součástí úseku silnice II/139, který je použitelný jako zkratka mezi silnicí I/20 ve směru od Plzně (či napojení od Strakonic) a silnicí I/29 směrem na Tábor. Dlouhou dobu se jednalo o jediný písecký otavský most, který mohou využívat motoristé. V roce 1990 velkou část dopravní zátěže (zejména směr mezi Prahou či Plzní a Českými Budějovicemi) převzal most Fráni Šrámka, který je součásti jihozápadního obchvatu města.

## Fotogalerie

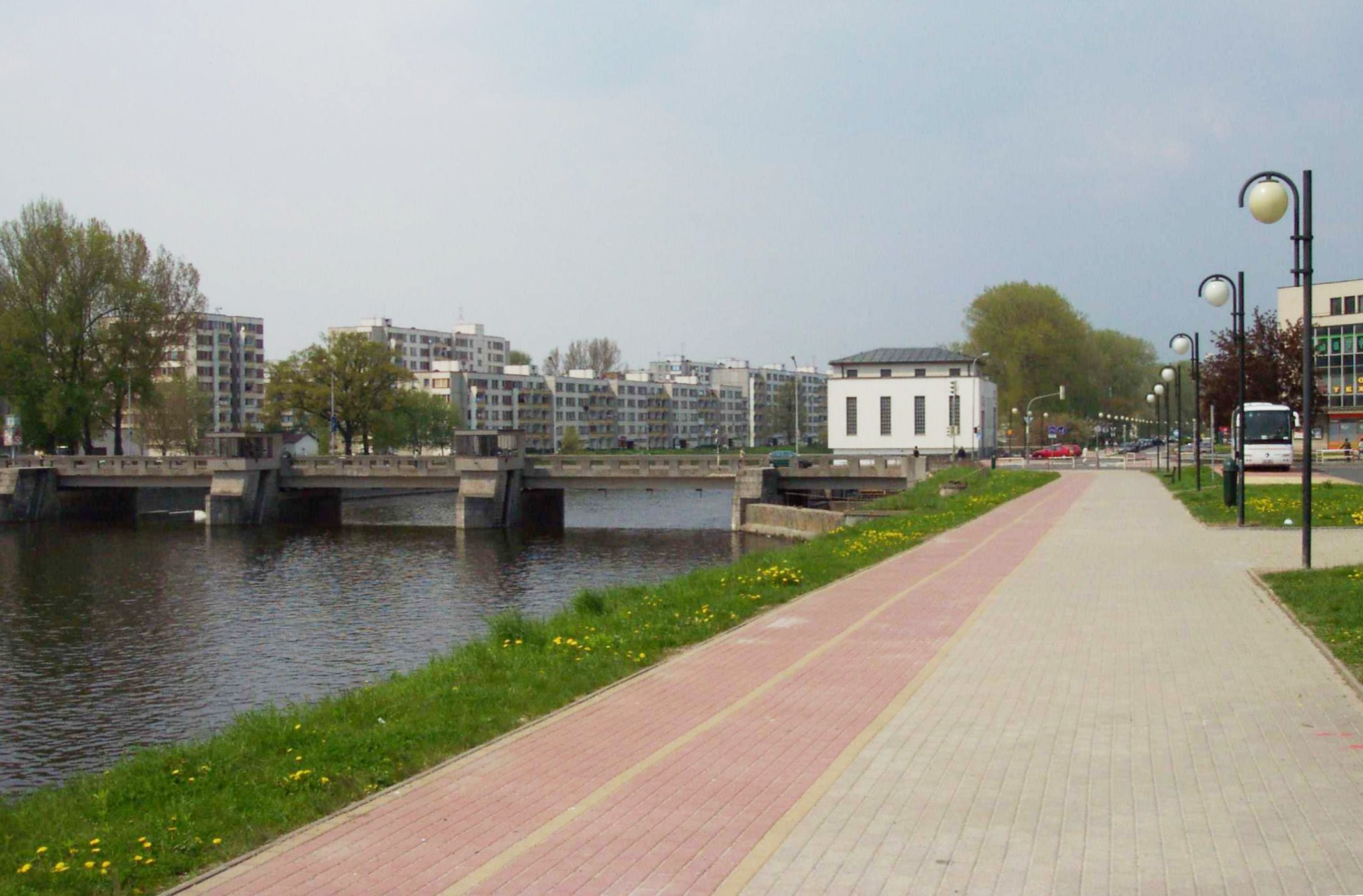
Nový most (vlevo) s elektrárnou a přilehlou cyklostezkou (vpravo)]
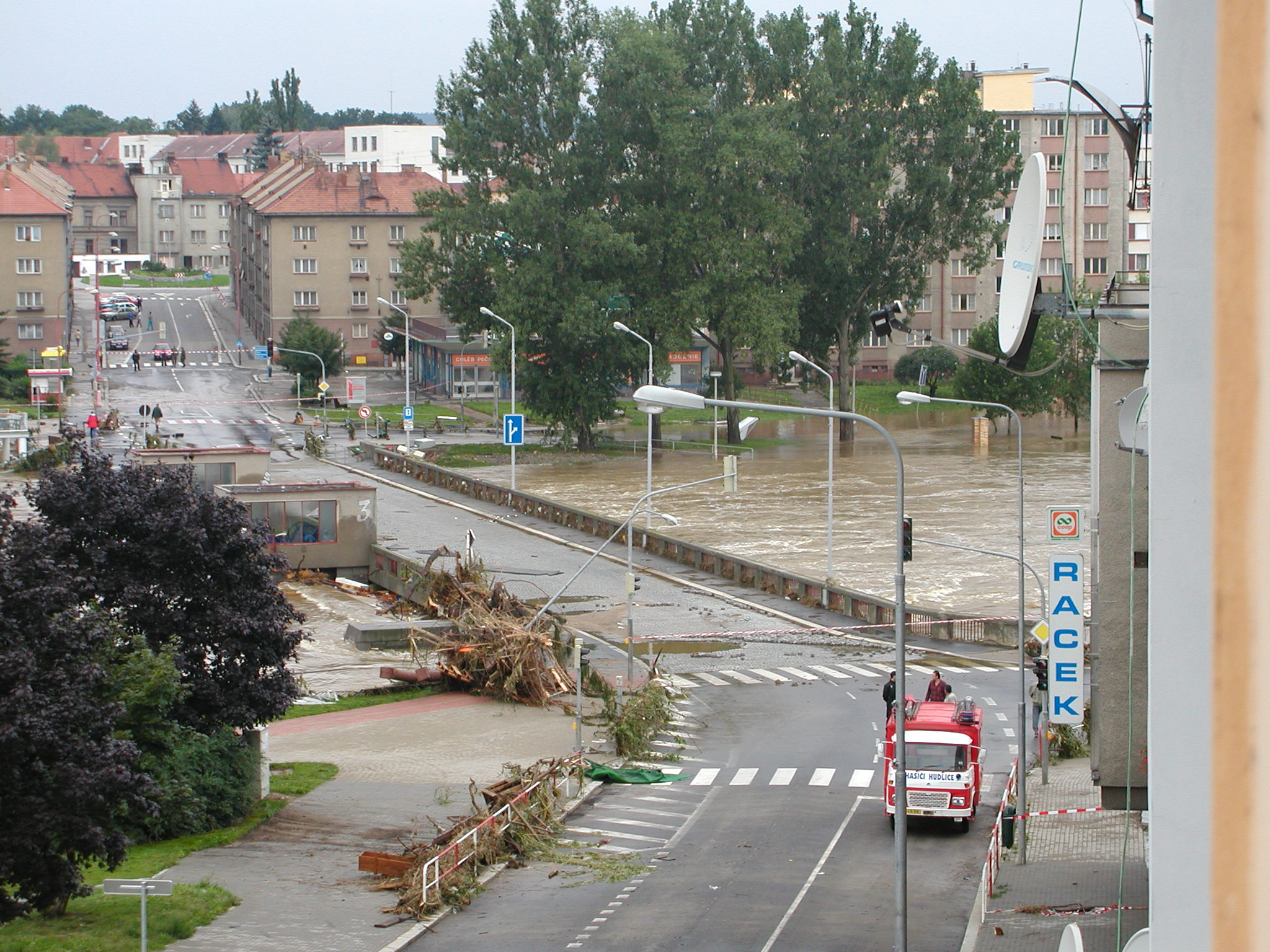
Pohled na Nový most při povodních v roce 2002